# Basisknoten
Basisknoten ist die Bezeichnung für eine Gruppe von Knoten, die als Grundform für das Knüpfen von Knoten gelten.

## Beispiele

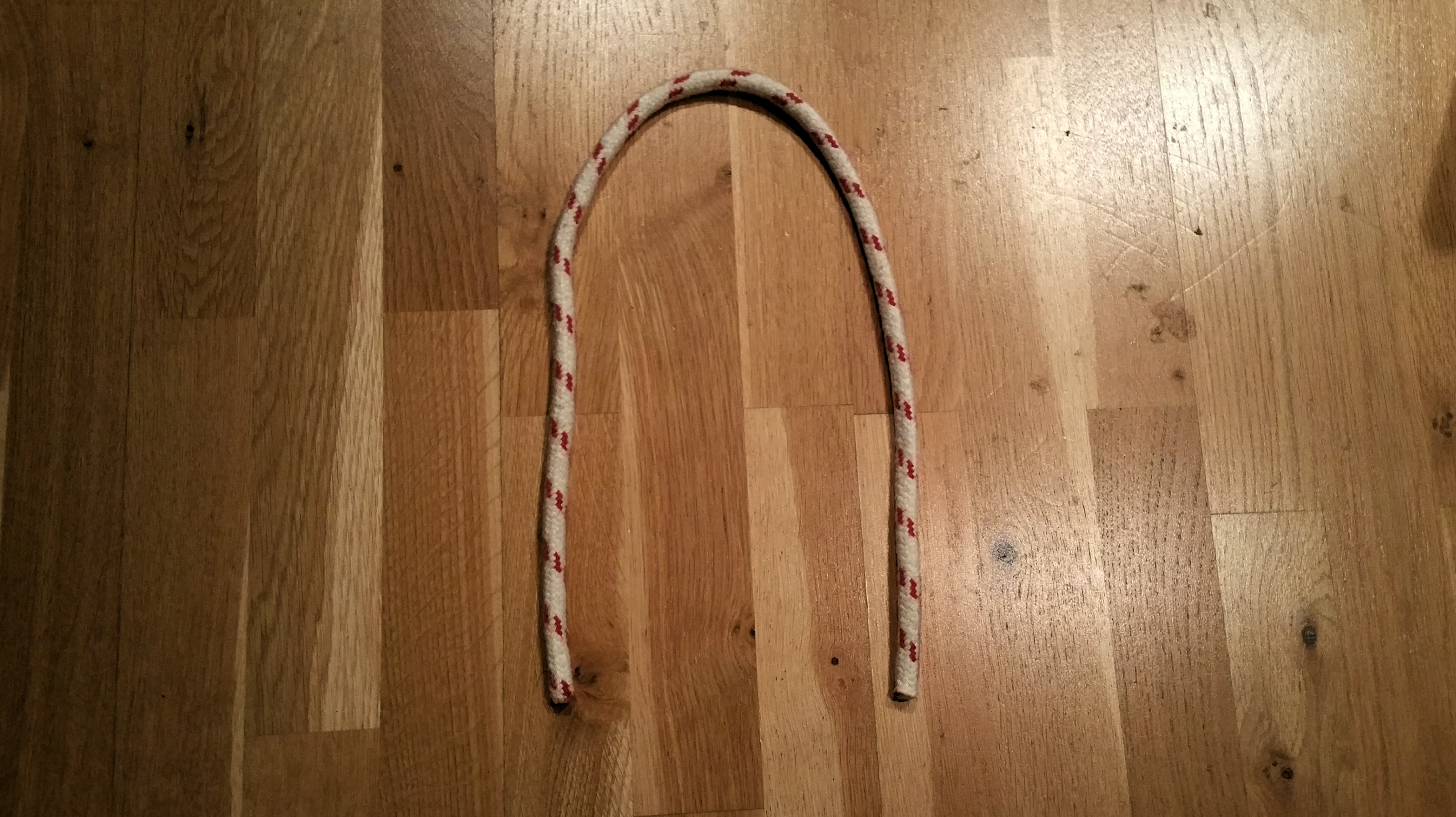
Die Bucht bezeichnet einen Bogen oder Kurve in einem Seil.
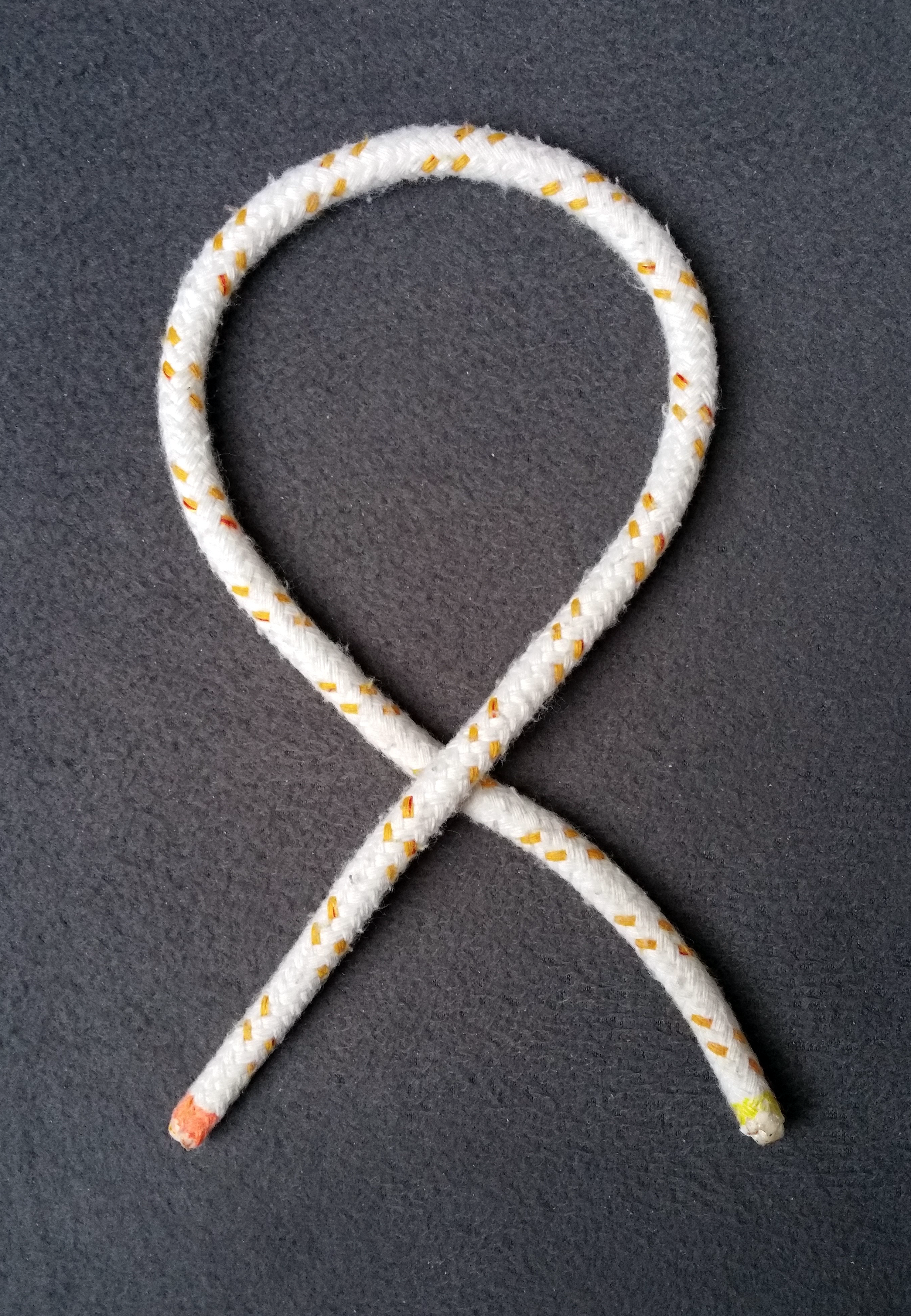
Ein Auge entsteht, wenn sich die Beine einer Bucht überkreuzen.
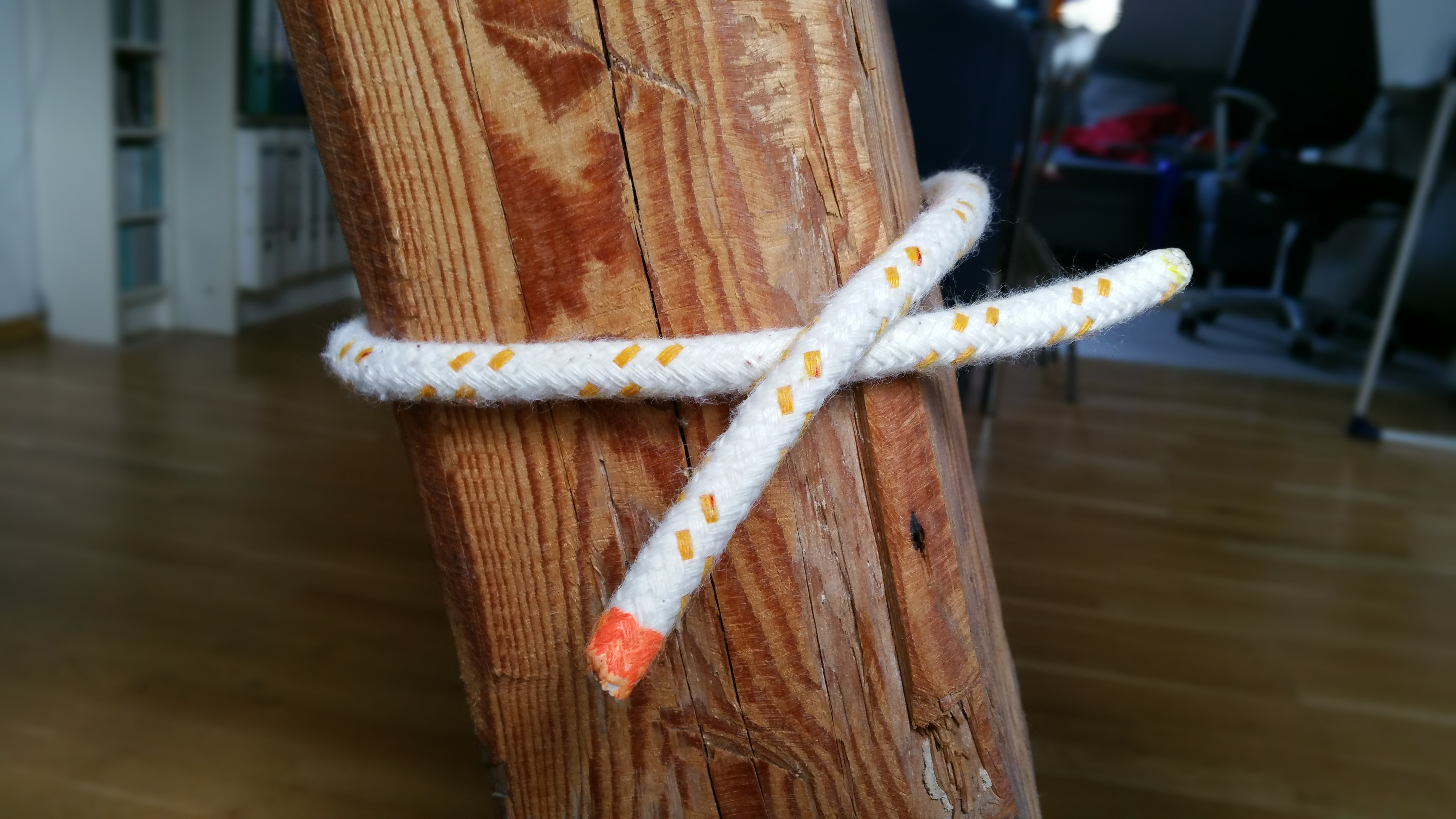
Windet man ein Auge um einen Gegenstand und überkreuzt die Beine, spricht man in der Knotenkunde von einem Törn.
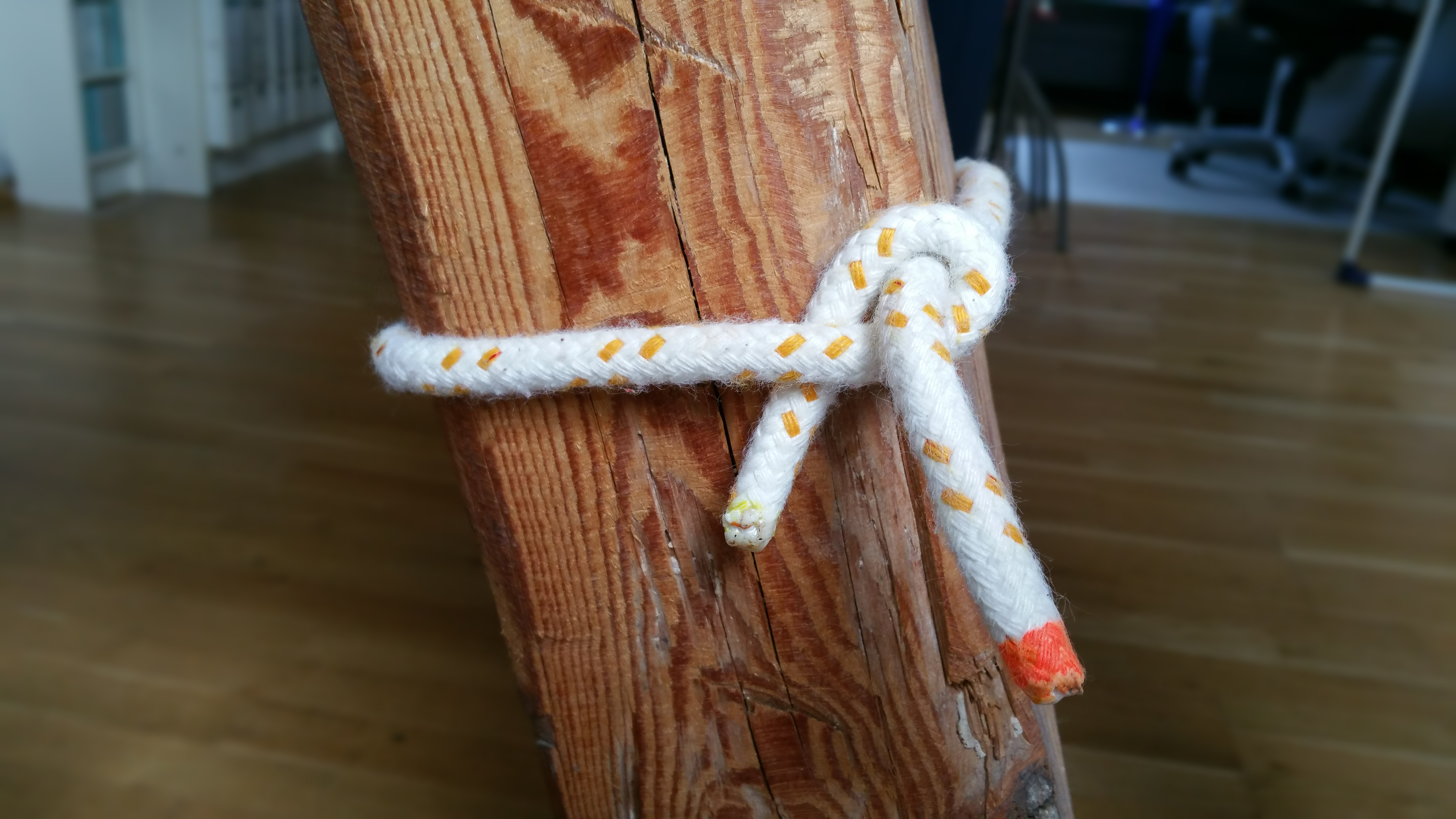
Wenn die lose Part einen Kreis um die stehende Part vollführt, nennt man dies einen Halben Schlag.
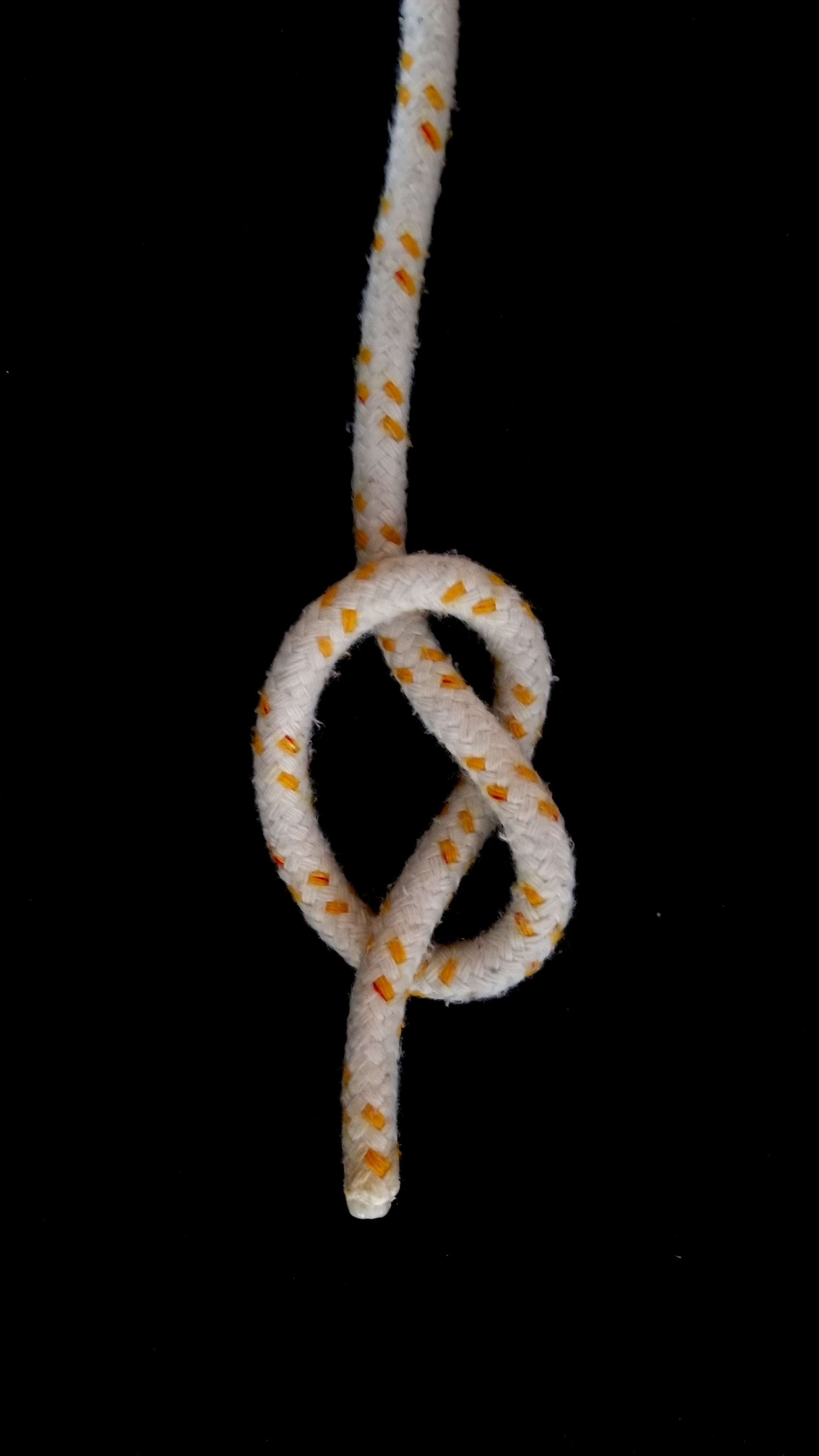
Führt man bei einem Auge die lose Part unter und über durch das Auge hindurch, erhält man einen Überhandknoten.
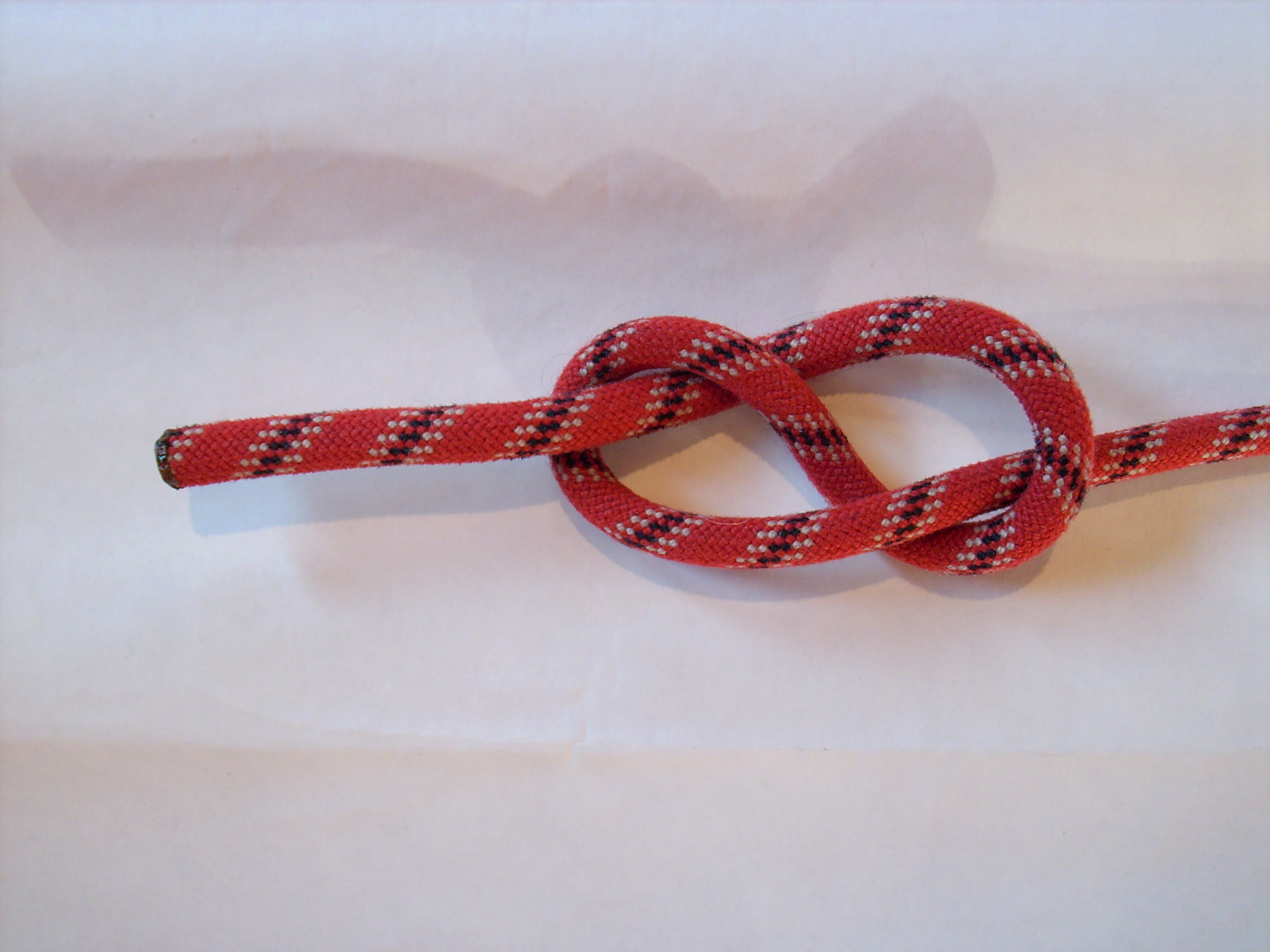
Windet man bei einem Überhandknoten die lose Part noch einmal um das Auge, entsteht ein Achtknoten.
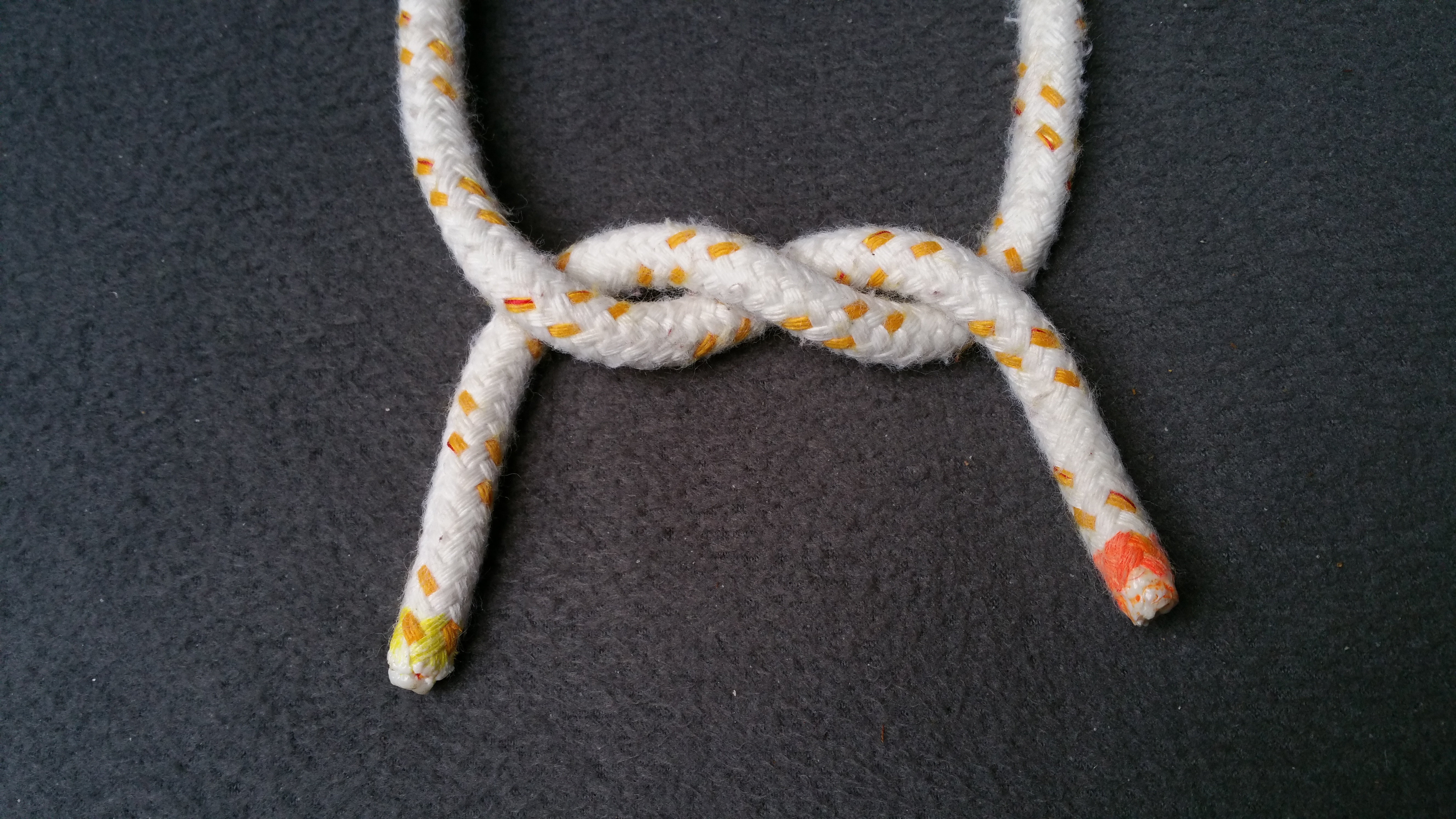
Bindet man einen Überhandknoten um einen Gegenstand, so nennt man dies einen Halben Knoten.